# جوليان توديتش
جوليان توديتش (19 ديسمبر 1985 بكاين في فرنسا - ) (بالفرنسية: Julien Toudic)‏ هو لاعب كرة قدم فرنسي في مركز الهجوم. لعب مع زولته فاريجيم وستاد ريمس وستاد لافال وسي أ باستيا ونادي أجاكسيو ونادي كاين ونادي لانس.

## وصلات خارجية
- جوليان توديتش على موقع رابطة كرة القدم الفرنسية للمحترفين (الإنجليزية)
- جوليان توديتش على موقع قاعدة بيانات كرة القدم.إي يو (الإنجليزية)
- جوليان توديتش على موقع ليكيب (الفرنسية)
- جوليان توديتش على موقع Soccerway.com (الإنجليزية)
- جوليان توديتش على موقع عالم كرة القدم.نت (الإنجليزية)
- جوليان توديتش على موقع AS.com (الإسبانية)
- جوليان توديتش على موقع GSA (الإنجليزية)